# Æthelbald d'York
Pour les articles homonymes, voir Æthelbald.
Æthelbald est un prélat anglais du début du Xe siècle. Il est archevêque d'York de 900 à sa mort, survenue entre 904 et 928.

## Biographie
Æthelbald est sacré à Londres en 900. Ce sacre prend place dans un contexte troublé : le roi du Wessex Édouard l'Ancien doit faire face à la révolte de son cousin Æthelwold, qui revendique le trône avec le soutien des Northumbriens. Il est possible qu'Æthelbald ait été le candidat de l'un ou l'autre des deux camps dans cette querelle dynastique.